# Palupera kommun
Palupera vald är en kommun i Estland.   Den ligger i landskapet Valgamaa, i den södra delen av landet, 180 km sydost om huvudstaden Tallinn.
Följande samhällen finns i Palupera vald:
- Nõuni
- Hellenurme
- Palupera
- Päidla